# Sphen i Magic
Sphen i Magic, anomenats col·lectivament Sphengic, van ser una parella de pingüins de corona blanca mascles que vivien a l'aquari de Sydney i es van fer famosos per criar dos pollets junts. Es van conèixer el 2018 i van estar junts fins a l'agost del 2024, quan va morir Sphen.

## Història
Sphen va néixer a SeaWorld, mentre que Magic va néixer a l'aquari de Melbourne tres anys més tard. Magic i Sphen es van conèixer l'estiu del 2018 a l'aquari de Sydney, on formaven part d'una colònia de 33 pingüins. Ells dos es cortejaven fent-se reverències, portant-se còdols i acceptant-los, i cantant-se l'un a l'altre. Durant la temporada d'aparellament, els administradors de l'aquari es van adonar que la parella havia engrandit el niu i s'hi havien estat asseient a tothora, tornant-s'hi durant 28 dies, amb un resultat significativament millor que el dels altres pingüins.
Els treballadors responsables dels pingüins van decidir que la parella hauria de poder criar un pollet i en van informar els superiors, que ho van acceptar de bon grat. Primer els van posar a prova amb un ou fals, del qual van tenir cura correctament. Així doncs, quan una parella heterosexual de pingüins es va descuidar d'un dels ous que tenia, els treballadors de l'aquari el van donar a Sphen i Magic. Com que era més jove, al principi Magic va passar menys temps fent-se'n càrrec, tot i que després es va acostumar a fer-ho més sovint. L'ou va descloure's un divendres d'octubre del mateix 2018; amb un pes de 91 grams, va ser l'únic ou de tota la colònia a fer eclosió. El pollet va rebre el nom de Baby Sphengic, en honor als que l'havien covat, i el gener del 2019 es va declarar que era femella i se la va rebatejar com a Lara. Posteriorment, el novembre del 2019, es va saber que la parella acolliria un segon pollet, atès que el personal del zoològic s'havia fixat que hi havia una altra parella que s'esforçava sense èxit per incubar dos ous alhora. A aquest segon pollet, nascut el 2020, li van posar el nom de Clancy.
L'agost del 2024, pel gran deteriorament de la salut d'Sphen a causa de la vellesa, l'equip veterinari de l'aquari va optar per aplicar-li l'eutanàsia per a evitar-li malestar i dolor. El personal del zoo va dur Magic al seu costat perquè veiés què havia passat i pogués passar el dol; ell es va posar a cantar i els altres 45 pingüins de la colònia el van seguir a l'uníson. Es va anunciar la mort d'Sphen, que aleshores tenia 11 anys, el 22 d'agost del 2024.

## Impacte
L'any anterior a la formació de la parella, el 2017, es va legalitzar el matrimoni homosexual a Austràlia, així que aquests pingüins van passar a ser un símbol de la comunitat LGBT australiana. A l'inici, l'aquari va publicar vídeos dels pingüins en què n'incloïen els cants i la confecció d'un niu de còdols. Hi va haver reaccions molt diverses: alguns van manifestar que el mot «gai» no s'havia d'utilitzar per als pingüins; d'altres, que eren «solament amics» i que la seva relació era «antinatural». Alguns conservadors van arribar a afirmar que s'estava utilitzant els pingüins per a promoure una agenda política. Per contra, segons els encarregats dels pingüins, Sphen i Magic compartien un vincle inèdit respecte d'altres parelles de pingüins i fins i tot passaven temps junts fora del temps de zel, cosa que és poc comuna per a la seva espècie.
Els pingüins van inspirar una carrossa per a la desfilada de l'Orgull LGBT de Sydney, van sortir a la sèrie de comèdia dramàtica de Netflix Atypical, i van ser introduïts en el currículum educatiu australià. El gerent de l'aquari, Richard Dilly, va assegurar que, gràcies a la fama internacional obtinguda pels pingüins, l'organització havia pogut difondre missatges sobre la conservació, la contaminació per plàstics, l'escalfament global i la protecció dels pingüins salvatges per mitjà d'iniciatives de recaptació de fons. Segons l'aquari, la parella també va contribuir a promoure el respecte per la diversitat sexual.